# Nothrus obsoletus
Nothrus obsoletus är en kvalsterart som först beskrevs av Koch 1841.  Nothrus obsoletus ingår i släktet Nothrus och familjen Nothridae. Inga underarter finns listade i Catalogue of Life.